# (5172) Yoshiyuki
(5172) Yoshiyuki es un asteroide perteneciente al cinturón de asteroides, descubierto el 28 de octubre de 1987 por Seiji Ueda y el astrónomo Hiroshi Kaneda desde el Kushiro Marsh Observatory, Hokkaido, Japón.

## Designación y nombre
Designado provisionalmente como 1987 UX1. Fue nombrado Yoshiyuki en honor al dueño Observatorio de Kushiro, Yoshiyuki Endo.

## Características orbitales
Yoshiyuki está situado a una distancia media del Sol de 2,313 ua, pudiendo alejarse hasta 2,704 ua y acercarse hasta 1,922 ua. Su excentricidad es 0,169 y la inclinación orbital 4,797 grados. Emplea 1285,32 días en completar una órbita alrededor del Sol.

## Características físicas
La magnitud absoluta de Yoshiyuki es 14,1. Tiene 3 km de diámetro y su albedo se estima en 0,589.